# Barbara Kwiatkowska-Lass

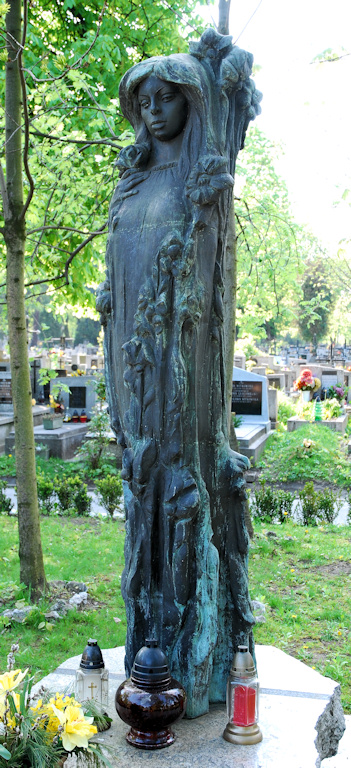
La tumba de Barbara Lass en Polonia

Barbara Kwiatkowska-Lass (1 de junio de 1940 - 6 de marzo de 1995) fue una actriz polaca.

## Primeros años y carrera
Barbara Kwiatkowska nació en Patrowo, un pueblo cerca de Gostynin en el centro de Polonia, entonces bajo la Polonia ocupada por los alemanes, que los nazis habían rebautizado como Gasten entre 1939 y 1941 (en el momento de su nacimiento). Luego se trasladó a Walrode desde junio de 1941 hasta el final de la guerra. Aunque recibió educación en ballet y danza, finalmente se dedicó a la carrera de actriz. Después de su papel debut en la comedia Ewa chce spać (1957) de Tadeusz Chmielewski, ganó mayor popularidad en Polonia. El papel le fue ofrecido después de que obtuviera el primer lugar en un concurso organizado por una popular revista de cine polaca.
En 1959 dejó Polonia para ir a Occidente y pronto protagonizó algunas películas importantes como La millième fenêtre (con Jean-Louis Trintignant ) y Che gioia vivere (con Alain Delon). Interpretó papeles en varias películas italianas, francesas y alemanas, como Sinobrody de Krzysztof Zanussi (1984) y en Stachel im Fleisch (1981).

## Vida personal
Se casó con el director de cine Roman Polanski en 1959; se divorciaron en 1962. Al año siguiente conoció a Karlheinz Böhm en Tokio en el rodaje de la película Rififi à Tokyo (1963); La pareja se casó más tarde y su hija es la actriz Katharina Böhm. Kwiatkowska-Lass se divorció de Böhm en 1980 y se casó con el músico de jazz polaco Leszek Żądło, con quien vivió hasta su muerte.

### Política
Kwiatkowska se oponía al régimen comunista en Polonia y cooperaba con Radio Free Europe/Radio Liberty, controlada por los Estados Unidos, que transmitía propaganda, información y programas anticomunistas libres de censura a Polonia.

## Muerte
El 6 de marzo de 1995, Kwiatkowska-Lass se desplomó y murió a causa de una hemorragia cerebral, a los 54 años, en Múnich. Fue enterrada en el Cementerio Rakowicki de Cracovia.

## Filmografía
| Cine       | Cine                          | Cine                        | Cine                                  |
| Año        | Título                        | Papel                       | Notas                                 |
| ---------- | ----------------------------- | --------------------------- | ------------------------------------- |
| 1958       | Ewa chce spać                 | Ewa Bonecka                 | Acreditada como Barbara Kwiatkowska   |
| 1958       | Żołnierz królowej Madagaskaru | Sabinka Lemiecka            |                                       |
| 1958       | Pan Anatol szuka miliona      | Iwona Slowikowska           |                                       |
| 1959       | When Angels Fall              |                             | Acreditada como Barbara Kwiatkowska   |
| 1960       | Tysiąc talarów                | Kasia Wydech                |                                       |
| 1960       | Mala suerte                   | Jola Wrona-Wronska          | Acreditada como Barbara Kwiatkowska   |
| 1960       | La 1000eme fenêtre            | Ania                        |                                       |
| 1961       | Ostroznie, Yeti!              | Bride                       |                                       |
| 1961       | Che gioia vivere              | Franca Fossati              |                                       |
| 1961       | Lycanthropus                  | Priscilla                   |                                       |
| 1962       | L'Amour à vingt ans           | Basia                       | Segmento: "Warszawa"                  |
| 1963       | Vice and Virtue               | Prisionera                  |                                       |
| 1963       | Rififi a Tokyo                | Françoise Merigne           |                                       |
| 1965       | Serenade für zwei Spione      | Tamara                      |                                       |
| 1967       | Jowita                        | Agnieszka "Jowita"          | Acreditada como Barbara Kwiatkowska   |
| 1970       | Der Pfarrer von St. Pauli     | Dagmar                      |                                       |
| 1974       | Effi Briest                   | Polnische Köchin            |                                       |
| 1974       | Jak to sie robi               | Veraneante                  |                                       |
| 1981       | Stachel im Fleisch            | Ines                        |                                       |
| 1986       | Rosa Luxemburg                | Madre de rosa               |                                       |
| 1986       | Das Schweigen des Dichters    | Janina                      |                                       |
| Televisión |                               |                             |                                       |
| Año        | Título                        | Papel                       | Notas                                 |
| 1970       | Hauser's Memory               | Angelika                    | Película de televisión                |
| 1972       | Doppelspiel in Paris          | Renée Borni, seine Geliebte | Película de televisión                |
| 1984       | Sinobrody                     | Rosalinde                   | Película de televisión                |
| 1990       | Wahnsinnsehe                  | Herta                       | Película de televisión                |
| 1991       | Moskau - Petuschki            | Fürstin                     | Película de televisión, últiimo papel |